# Kostel svatého Víta (Dyjákovičky)
Kostel svatého Víta je římskokatolický chrám v obci Dyjákovičky v okrese Znojmo. Je chráněn jako kulturní památka České republiky. Jde o farní kostel farnosti Dyjákovičky.

## Historie
První zmínky o obci Dyjákovičky pochází z období kolem roku 1200, kdy při vysvěcování kostela v Louce daroval moravský markrabí Vladislav Jindřich Louckému klášteru desátek a patronát kostela v Dyjákovičkách. Kostel je v jádru gotický.
Ve druhé polovině 14. století byla přistavěno kněžiště, v druhé polovině 16. století přistavěna věž, koncem 17. století pak boční kaple. V 19. století byla dostavěna předsíň a schodiště na hudební kruchtu a v západní průčelí byl prolomen vstup do lodi. Roku 1902 byla v kněžišti opravena původní okna a v lodi prolomena nová.

## Popis
Jedná se o jednolodní stavbu s odsazeným kněžištěm, k němuž přiléhá hranolová věž, na jižní straně čtyřboká kaple.
V hladkých fasádách jsou prolomena okna – v kněžišti úzká, v lodi široká. V jižní zdi boční kaple je zazděn pilastrový portál.
Kněžiště je zaklenuto polem křížové žebrové klenby. Do plochostropé lodi se otevírá vítězným obloukem se zkosenu hranou. V západní části je novodobá dřevěná hudební kruchta.